# Rang de bucle d'enllaç de fase

Diagrama de blocs d'un bucle de fase bloquejat (PLL), un circuit molt comú utilitzat en sistemes de ràdio i telecomunicacions. Hi ha una àmplia varietat de circuits PLL; aquest diagrama mostra el tipus més senzill de bucle de fase bloquejat analògic, que funciona com un filtre d'amplada de banda estreta.

Rang de bucle d'enllaç de fase, els termes rang de retenció, rang de tracció (rang d'adquisició) i rang de bloqueig són àmpliament utilitzats pels enginyers per als conceptes de rangs de desviació de freqüència dins dels quals els circuits basats en bucle de bloqueig de fase poden aconseguir el bloqueig sota diverses condicions addicionals.

## Història

Descripció de l'estat bloquejat del PLL amb senyals sinusoïdals. Originalment fet per Marat Yuldashev.

En els llibres clàssics sobre bucles de seguiment de fase, publicats el 1966, es van introduir conceptes com ara hold-in, pull-in, lock-in i altres rangs de freqüència per als quals el PLL pot aconseguir el bloqueig. Avui dia s'utilitzen àmpliament (vegeu, per exemple, la literatura d'enginyeria contemporània i altres publicacions). Normalment, a la literatura d'enginyeria només es donen definicions no estrictes per a aquests conceptes. Molts anys d'ús de definicions basades en els conceptes anteriors han donat lloc al consell que es dóna en un manual sobre sincronització i comunicacions, és a dir, comprovar les definicions acuradament abans d'utilitzar-les. Més tard es van donar algunes definicions matemàtiques rigoroses.

### Problema de Gardner sobre la definició del rang de bloqueig
A la primera edició de la seva coneguda obra, Phaselock Techniques, Floyd M. Gardner va introduir un concepte de bloqueig: Si, per alguna raó, la diferència de freqüència entre l'entrada i el VCO és inferior a l'amplada de banda del bucle, el bucle es bloquejarà gairebé instantàniament sense cicles de lliscament. La diferència de freqüència màxima per a la qual és possible aquesta adquisició ràpida s'anomena freqüència de bloqueig. La seva noció de la freqüència de bloqueig i la definició corresponent del rang de bloqueig s'han popularitzat i avui dia es donen en diverses publicacions d'enginyeria. Tanmateix, atès que fins i tot per a una diferència de freqüència zero pot existir estats inicials del bucle de manera que es pugui produir un lliscament de cicle durant el procés d'adquisició, la consideració de l'estat inicial del bucle és de màxima importància per a l'anàlisi del lliscament de cicle i, per tant, el concepte de freqüència de bloqueig de Gardner mancava de rigor i requeria una aclaració.
A la segona edició del seu llibre, Gardner va afirmar: "no hi ha cap manera natural de definir exactament cap freqüència de bloqueig única", i va escriure que "malgrat la seva vaga realitat, el rang de bloqueig és un concepte útil".

## Definicions
- {\displaystyle \theta _{\Delta }(t)=\theta _{\text{ref}}(t)-\theta _{\text{VCO}}(t)} diferència de fase entre el senyal d'entrada (referència) i el senyal de l'oscil·lador local (VCO, NCO).
- {\displaystyle \theta _{\Delta }(0)} diferència de fase inicial entre el senyal d'entrada i el senyal VCO.
- {\displaystyle \omega _{\Delta }(t)={\dot {\theta }}_{\text{ref}}(t)-{\dot {\theta }}_{\text{VCO}}(t)} diferència de freqüència entre la freqüència del senyal d'entrada i el senyal VCO.
- {\displaystyle \omega _{\Delta }^{\text{free}}=\omega _{\text{ref}}-\omega _{\text{VCO}}^{\text{free}}} Diferència de freqüència entre la freqüència del senyal d'entrada i la freqüència de funcionament lliure del VCO.

Tingueu en compte que en general {\displaystyle \omega _{\Delta }^{\text{free}}\neq \omega _{\Delta }(0)}, perquè {\displaystyle \omega _{\Delta }(0)} també depèn de l'entrada inicial del VCO.

### Estat enllaçat
En un estat enllaçat: 1) les fluctuacions de l'error de fase són petites, l'error de freqüència és petit; 2) el PLL s'acosta al mateix estat bloquejat després de petites pertorbacions de les fases i de l'estat del filtre.

### Rang de retenció

Rang de retenció. La freqüència de funcionament lliure del VCO és fixa i la freqüència del senyal d'entrada canvia lentament. Mentre ω ref es troba dins del rang de retenció, la freqüència del VCO està sintonitzada amb ella, cosa que s'anomena seguiment. Fora del rang de retenció, el VCO es pot desbloquejar del senyal d'entrada.

Un interval més gran de desviacions de freqüència {\displaystyle 0\leq \left|\omega _{\Delta }^{\text{free}}\right|\leq \omega _{h}} per al qual existeix un estat bloquejat s'anomena rang de retenció, i {\displaystyle \omega _{h}} s'anomena freqüència de retenció.
El valor de la desviació de freqüència pertany al rang de retenció si el bucle torna a l'estat bloquejat després de petites pertorbacions de l'estat del filtre, les fases i freqüències del VCO i els senyals d'entrada. Aquest efecte també s'anomena estabilitat en estat estacionari. A més, per a una desviació de freqüència dins del rang de retenció, després de petits canvis en el bucle de freqüència d'entrada, es torna a assolir un nou estat bloquejat (procés de seguiment).

### Gamma d'entrada
També anomenat rang d'adquisició, rang de captura.
Suposem que l'alimentació del bucle s'apaga inicialment i després a {\displaystyle t=0} s'encén l'alimentació i suposem que la diferència de freqüència inicial és prou gran. És possible que el bucle no es bloquegi dins d'una nota de temps, però la freqüència del VCO s'afinarà lentament cap a la freqüència de referència (procés d'adquisició). Aquest efecte també s'anomena estabilitat transitòria. El rang de pull-in s'utilitza per anomenar les desviacions de freqüència que fan possible el procés d'adquisició (vegeu, per exemple, les explicacions a Gardner (1966, p. 40)  i Best (2007, p. 61)).
El rang de tracció és l'interval més gran de desviacions de freqüència {\displaystyle 0\leq \left|\omega _{\Delta }^{\text{free}}\right|\leq \omega _{p}} de manera que el PLL adquireix un bloqueig per a una fase inicial, una freqüència inicial i un estat del filtre arbitràries. Aquí {\displaystyle \omega _{p}} s'anomena freqüència d'atracció.
Les dificultats d'una anàlisi numèrica fiable del rang de pull-in poden ser causades per la presència d'atractors ocults en el model dinàmic del circuit.

### Rang de bloqueig
Suposem que el PLL està inicialment bloquejat. Aleshores, la freqüència de referència {\displaystyle \omega _{1}} es canvia sobtadament de manera abrupta (canvi de graó). El rang d'entrada garanteix que el PLL finalment es sincronitzarà, però aquest procés pot trigar molt de temps. Aquest procés d'adquisició llarg s'anomena sliping de cicle.
Si la diferència entre la desviació de fase inicial i final és més gran que {\displaystyle 2\pi }, diem que es produeix un lliscament del cicle.
{\displaystyle \exists t>T_{\text{lock}}:\left|\theta _{\Delta }(0)-\theta _{\Delta }(t)\right|\geq 2\pi .}
Aquí, de vegades, es considera el límit de la diferència o el màxim de la diferència
Si el bucle està en un estat bloquejat, després d'un canvi brusc de {\displaystyle \omega _{\Delta }^{\text{free}}} lliure dins d'un rang de bloqueig {\displaystyle \left|\omega _{\Delta }^{\text{free}}\right|\leq \omega _{\ell }}, el PLL adquireix el bloqueig sense lliscament del cicle. Aquí {\displaystyle \omega _{\ell }} s'anomena freqüència de bloqueig.